# Степний (Бійський район)
Степни́й (рос. Степной) — селище у складі Бійського району Алтайського краю, Росія. Входить до складу Шебалінської сільської ради.

## Населення
Населення — 29 осіб (2010; 148 у 2002).
Національний склад (станом на 2002 рік):
- росіяни — 70 %